# Moss Icon
Moss Icon fue una banda hardcore punk estadounidense de Annapolis, Maryland, entre los años 1986 - 1991. Los miembros originales eran Jonathan Vance (vocalista), Tonie Joy (guitarrista), Monica DiGialleornardo (bajista) y Mark Laurence (baterista). Alex Badertscher ingresó como segundo guitarrista en 1990. La banda es conocida por su influencia en el subgénero emo, y su afiliación a la banda The Hated.

## Historia de la banda

### Inicios
Las banda era fácilmente diferenciable por sus características y aquello que los distinguieron de sus contemporáneos, musicalmente incluyeron transiciones sensibles y cortes abruptos de ruidoso para luego calmarse, por la manera distinta de tocar la guitarra de Joy y lo esotérico, a veces serpenteando el contenido lírico de Vance, hicieron que Moss Icon se diferenciaran del resto. Las grabaciones más tempranas de la banda tienen reminiscencias a los primeros sonidos de Joy Division, en particular en el estilo de guitarra, mientras canciones posteriores incorporaron un acercamiento menos embotado, por algunos detractores de Moss Icon como los "Grateful Dead" para los Punks[cita requerida]. La cinta defendía, entre otras cuestiones, la grave situación de los pueblos indígenas de las Américas, y se opuso la participación del gobierno estadounidense en Nicaragua y Guatemala.

### Lanzamientos
Moss Icon lanzó su primer 7", "Hate in Me", en enero de 1988, y entró en el estudio varios meses más tarde para lanzar su segundo 7", "Mahpiua Luta". Su "Lyburnum Wits End Liberation Fly" LP fue lanzado por "L Lentz" y el francés Tony a lo largo de 1988 y liberado a mediados de 1994 por Vermiform. Un nuevo 7" de Moss Icon titulado "Memorial" fue lanzado en enero de 1991 con split LP con "Silver Bearing". En 1994 Ebullition Records lanzó "It Disappears" LP, compilando canciones como "Memorial" con las versiones en vivo de varias canciones.

### Separación y Nuevos Proyectos
En 1991 el proyecto "Moss Icon" se termina y se forma un nuevo proyecto llamado "Breathing Walker", conteniendo a los cuatro miembros de Moss Icon más Alex Badertscher en bajo, Zak Fusciello en la percusión, y Tim Horner en violín. "Breathing Walker" lanzó un casete que fue reeditado en 2001 por el sello Vermin Scum con un extra de varias pistas en vivo.

### Reunión del 2010
En junio del 2008, Moss Icon fue nombrado por la revista "Alternative Press" como una de las "23 bandas quienes formaron el punk".
Aparentemente, esto hizo que los miembros de Moss Icon se reunieran de nuevo para trabajar en nuevos trabajos y shows en vivo siendo visto esto como "futura posibilidad".

## Discografía
- "Demo Tape" casete (1987, lanzamiento independiente)
- "Hate in Me 7" (1988, Vermin Scum)
- "Mahpiua Luta 7" (1989, Vermin Scum)
- "Memorial 7" (1991, Vermin Scum)
- "Moss Icon/Silver Bearing Split" LP w/ Silver Bearing (1991, Vermin Scum)
- "Lyburnum Wits End Liberation Fly" LP (1994, Vermiform Records)
- "It Disappears" LP (1994, Ebullition Records/ Vermin Scum)